# Crna Gora na Olimpijskim igrama
Crna Gora je prvi put samostalno sudjelovala na ljetnim Olimpijskim igrama, u Pekingu 2008. Dotad je nastupala kao dio različitih jugoslavenskih državnih zajednica. Iako je bila samostalnom u prvim desetljećima olimpijskog pokreta, nije sudjelovala na Olimpijadama prije Prvog svjetskog rata.  Osvojila je srebro u ženskom rukometu 2012. godine.

## Ljetne Olimpijske igre

### Rezultati na Igrama
| Godina       | Športovi | Natjecatelji | Medalje | Medalje | Medalje | Medalje |
| ------------ | -------- | ------------ | ------- | ------- | ------- | ------- |
| Godina       | Športovi | Natjecatelji | Zlato   | Srebro  | Bronca  | Ukupno  |
| Peking 2008. | 7        | 19           | 0       | 0       | 0       | 0       |
| London 2012. | 7        | 33           | 0       | 1       | 0       | 1       |
| Ukupno       | Ukupno   | Ukupno       | 0       | 1       | 0       | 1       |

## Poveznice
- Jugoslavija na Olimpijskim igrama
- Srbija i Crna Gora na Olimpijskim igrama